# Collegio Plinio Fraccaro

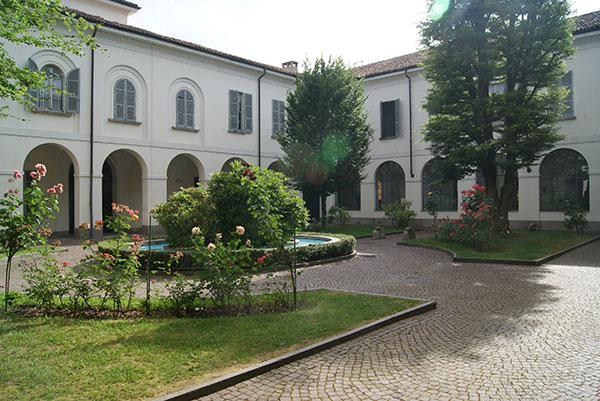
cortile interno del Collegio Fraccaro

Il Collegio Plinio Fraccaro è un collegio universitario di Pavia ubicato in Piazza Leonardo da Vinci. Esso è confinante alla sede centrale dell'Università di Pavia tramite il Cortile Teresiano.
La missione istituzionale del Collegio Fraccaro è quella di garantire e favorire il diritto allo studio a tutti gli studenti, indipendentemente dalle condizioni economiche e sociali. Accanto a questa finalità, attraverso l'Associazione degli ex alunni, il Collegio mette a disposizione degli studenti la possibilità di effettuare stage professionali, borse di studio, corsi di formazione, cicli di conferenze.

## Storia
L’edificio che ospita il Collegio Fraccaro occupa un’insula di Ticinum romana, a ridosso della più antica cinta di mura, nel quadrante nord – est della città. Nel Medioevo, qui come in altre parti della città, sorsero numerose torri. Oltre a esse nei limitrofi sorgevano la chiesa di Sant’Eusebio, a nord-est la chiesa e il convento di San Francesco grande; ad ovest, nell’ex area del convento di San Matteo, l’omonimo ospedale e infine, a sud, il palazzo del Maino. 
In seguito alla fusione, nel 1795 del Pio Luogo degli Esposti, un ricovero per gli orfanelli e l’ospedale San Matteo nacque l’esigenza di costruire una nuova struttura idonea a raccogliere i piccoli ospiti e diverse cliniche. I lavori iniziarono nel 1797, ma per mancanza di fondi la struttura continuò ad essere inadeguata.
L’imperatore Francesco I, in visita a Pavia nel 1821, diede l’impulso decisivo alla realizzazione del progetto, affidando la progettazione all’architetto dell’Ospedale Giuseppe Sterpi, il quale poté avvalersi dei suggerimenti dei professori, Antonio Scarpa, direttore della facoltà di Medicina, e Francesco de Hildebrand, direttore dell’Ospedale. Il progetto dello Sterpi venne portato a termine soltanto nel 1845, dopo diverse interruzioni dei lavori e conseguenti diversi passaggi di consegna per quanto riguarda la progettazione, anche a causa della morte prematura dello stesso Sterpi nel 1826
L’edificio oltre al Pio Luogo degli Esposti, ospitava la Spezieria dell’ospedale e varie cliniche. In particolare, la clinica Ostetrica occupava parte dell’attuale collegio; in ricordo di ciò l’ex sala operatoria ora divenuta Aula Magna è intitolata al professor Edoardo Porro che, nel 1876, legò il suo nome alla definitiva consacrazione del parto cesareo, eseguendo il primo parto cesareo in cui sopravvissero madre e figlio.
Nel 1932 l’intero ospedale San Matteo fu trasferito nella nuova sede dell’attuale Policlinico, e l’antico complesso passò all’amministrazione militare che vi installò una Scuola per Allievi Ufficiali di complemento del Genio, intitolata al nome del conte Luigi Federico Menabrea (ingegnere, matematico, generale e uomo di stato).
Nel 1943 l’edificio fu occupato dalle truppe tedesche, che ne asportarono tutte le attrezzature. In seguito, esso venne occupato dagli sfollati dei bombardamenti e decadde a tal punto che l’amministrazione comunale (che nel frattempo ne era rientrata in possesso) considerò l’opportunità di demolirlo parzialmente, ovvero di destinarlo ad accogliere il pubblico mercato.
Plinio Fraccaro, che nella sua qualità di Rettore aveva intrapreso subito dopo la Liberazione la difficile opera di ricostruzione morale e materiale dell’Ateneo pavese, nell’anno 1951 aveva ottenuto che la parte quattrocentesca dell’antico Ospedale venisse ceduta, a prezzo poco più che simbolico, all’Università di Pavia per l’ampliamento di facoltà ed istituti situati nel palazzo universitario centrale. Successivamente egli chiese insistentemente che anche la parte ottocentesca dell’ex-Ospedale fosse donata all’Università, ritenendo che essa potesse essere destinata ad ospitare un altro collegio universitario. Ciò avrebbe consentito di far fronte alle continue richieste di alloggio da parte di studenti, il cui numero si era in quegli anni considerevolmente accresciuto, e corrispondeva al suo profondo e meditato convincimento che le fortune dell’Università Di Pavia fossero strettamente legate all’ampliamento della formula collegiale, che si fondava sulla tradizione dei collegi Borromeo e Ghislieri. Tale convincimento l’aveva guidato nell’istituzione del collegio Fratelli Cairoli nel 1948, del collegio femminile Castiglioni-Brugnatelli nel 1954 e della nuova Casa dello Studente, sempre nel 1954.
L’amministrazione comunale dibatté lungamente la questione, e finalmente, nel 1958, il comune di Pavia donò l’edificio all’Università che vide così realizzata l’aspirazione di accogliere nel proprio palazzo centrale tutti gli edifici del grande isolato formato dall’antica sede universitaria e dal vecchio Ospedale San Matteo.
L’improvvisa scomparsa di Plinio Fraccaro, avvenuta il 1º novembre 1959, non gli consentì di tradurre in realtà l’istituzione del nuovo collegio. L’impresa venne assunta dal suo successore, Luigi De Caro, e sostenuta quasi integralmente dall’Università con la collaborazione del provveditorato alle Opere Pubbliche della Lombardia e del Ministero della Pubblica Istruzione. Quinto tra i collegi pavesi per fondazione, nel 1963 il Collegio Fraccaro entrava così a far parte della grande famiglia dei collegi pavesi ospitando un primo gruppo di 54 alunni, numero tuttora salito a 83. Ancora oggi questo collegio situato in centro, all’ombra delle torri di piazza Leonardo Da Vinci, porta il nome di Plinio Fraccaro, a memoria del suo impegno e del suo amore per l’università di Pavia. Inizia così la storia del collegio sotto le torri, e del suo primo rettore, Dante Zanetti, che seppe organizzarlo e gestirlo come una famiglia, di cui lui stesso fu padre parsimonioso, schietto, e lungimirante come testimonia ancora il ricordo che ne hanno i suoi alunni.

## Architettura

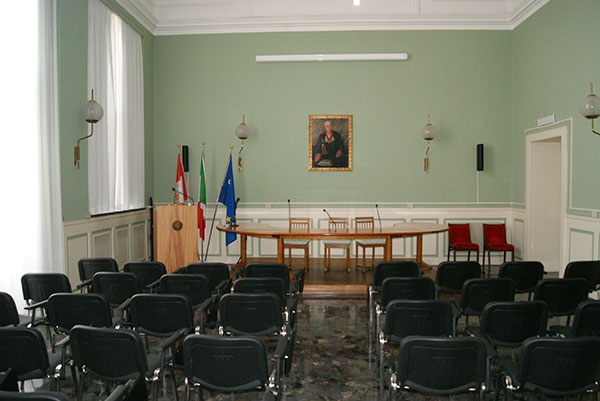
Aula Magna del Collegio Fraccaro

L’intervento di ristrutturazione per adattare l’edificio alla nuova destinazione venne progettato e diretto dall’architetto Carlo Emilio Aschieri.
L’ingresso del collegio è definito da un semplice arco che continua la sequenza di quelli disegnati sulla parete, chiuso da un grande cancello che rielabora i motivi decorativi proposti per la cancellata del cortile Teresiano. Una volta dentro, all’ingresso, è possibile osservare una lapide, progettata dall’Aschieri stesso che ricorda la storia dell’edificio e l’attività di Plinio Fraccaro.
Il collegio presenta un cortile interno a pianta rettangolare, al cui centro si trova una fontana, su di esso si affacciano  sia gli spazi comuni che le camere degli alunni, le quali sono distribuite al piano superiore.
Al piano superiore trovano spazio anche gli alloggi del rettore e l’Aula Magna, ricavata dall’ex sala operatoria della clinica ostetrica, intitolata ora a Edoardo Porro, dove avvenne, nel 1876 il primo parto cesareo in cui si salvarono madre e figlio. Vi campeggia un ritratto ad olio, eseguito nel 1956 da E.M. Bosone, raffigurante Plinio Fraccaro in toga rettorale.
Il piano inferiore è destinato ai locali comuni: locali di portineria, economato, parte del rettorato, aule studio, aula pc, sala comune, biblioteca e mensa universitaria gestita dall’ente EDISU. La biblioteca, dedicata al primo rettore Dante Zanetti, e la sala comune vengono realizzate su disegno di Giotto Stoppino. La sala musica viene progettata nel 1980 dall’ingegner Filippo Ragusa.
Anche i locali interrati sono ad uso comune, vi trovano spazio: palestra, sala giochi, deposito biciclette, cantine.

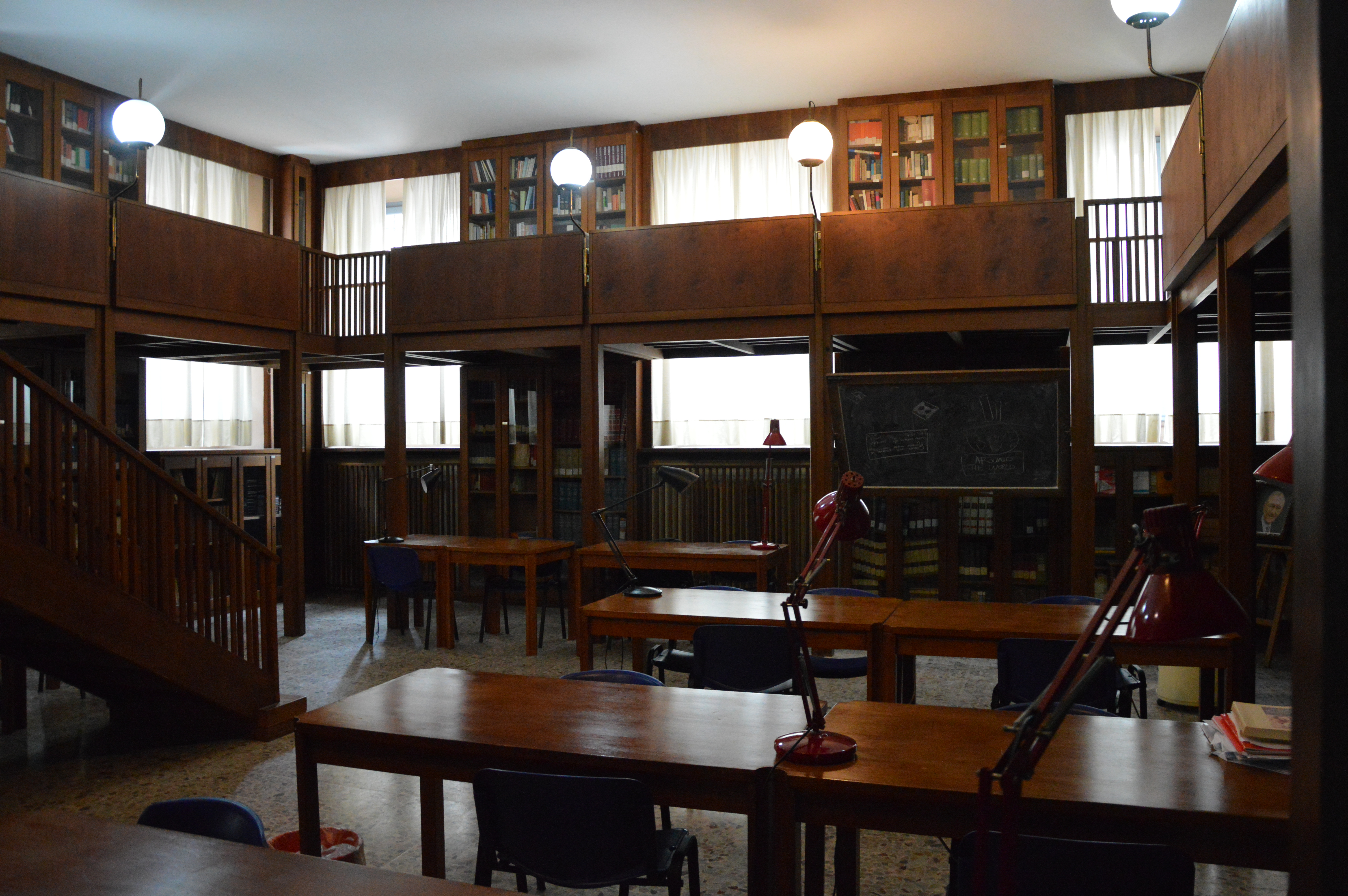
Biblioteca del Collegio Fraccaro

## Ammissione
Il Collegio attualmente fa parte della rete residenziale dell'EDiSU. L'accesso ai posti di alunno è regolato tramite concorso pubblico il cui bando viene redatto annualmente dall'ente stesso. Per mantenere il posto presso il Collegio è necessario, ogni anno, ottenere il numero di crediti formativi richiesti per ogni corso di laurea, stabiliti dal bando stesso, mentre non è prevista una media minima dei voti delle singole prove di esame.

## Simboli
Il Collegio è caratterizzato dai colori bianco e rosso.
Lo stemma rappresenta le torri antistanti il Collegio (torre del Maino, 51 m e torre dell’Università, 39 m), contornate da un ramo di quercia e un ramo di alloro, simboli di forza e sapienza. Nello stemma compare anche l’abbreviazione del motto, ossia, “Idem Velle”, tradotto in italiano con “volontà concorde”, che ben riassume lo spirito di comunità e fratellanza che caratterizzano il Collegio Fraccaro.

## Attività

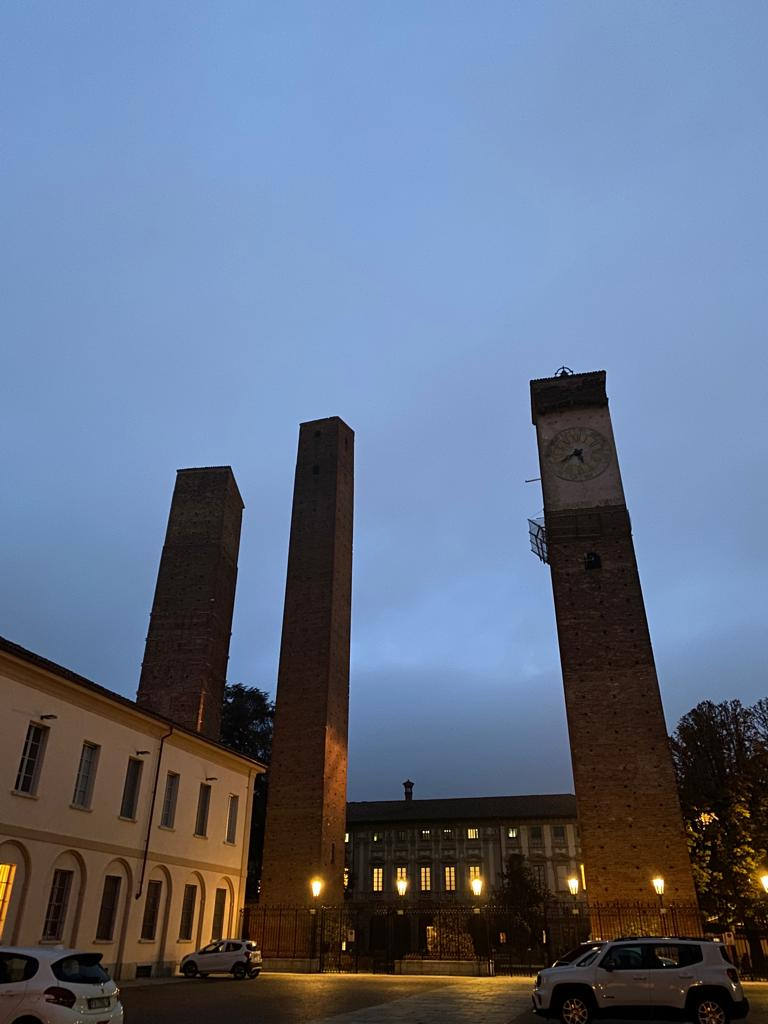
Torri medievali di Piazza Leonardo da Vinci

L’impegno degli alunni si esplica anche attraverso la comunione di attività sportive e culturali.
I collegiali partecipano al Torneo dei Collegi, che include varie discipline a squadre, come: calcio, pallacanestro, pallavolo, dragon boat, atletica, basket 3 vs 3, beach volley. il Collegio si distingue per il record di vittorie del suddetto trofeo, con 10 edizioni vinte.
All’intensa attività sportiva vi si affiancano una moltitudine di attività culturali.
Tra di esse si possono annoverare il tradizionale Concerto di inaugurazione, impreziosito da violini provenienti dal Museo di Cremona.
Il Presepe Vivente, che mette in scena la natività dal 1993, aggiungendo dettagli goliardici a quelli tradizionali. Il Bloomsday, evento di commemorazione dell’Ulisse di Joyce, organizzato in collaborazione con l’ambasciata irlandese.
Rilevante è anche l’organizzazione di un cineforum, il cui tema cambia annualmente
Gli alunni del Collegio curano anche la redazione di un giornale, “Voci di Corridoio”, riservato agli alunni stessi o agli ex alunni.
In Collegio si respira tradizione goliardica, come in altri collegi pavesi. In tale ambito si iscrivono la rivalità con il Collegio Cairoli e l’annuale pranzo con gli ex alunni.